# Johann I. (Foix)

Wappen Johanns I. von Foix-Béarn-Bigorre

Johann I. (franz: Jean) (* 1382; † 4. Mai 1436 in Mazères) war seit 1412/28 bis zu seinem Tod Graf von Foix, Vizegraf von Béarn, Marsan, Lautrec und Castelbon sowie Co-Herr von Andorra. Ab 1425 war er zudem Graf von Birgorre. Er war der älteste Sohn seiner Vorgängerin Gräfin Isabelle und deren Ehemann Archambaud de Grailly.

## Erste Jahre
Johann lebte seit 1399 als Geisel am königlichen Hof von Frankreich, dies war eine Bedingung der Krone im Vertrag von Tarbes, welcher die Loyalität seiner Familie, die zuvor in Englands Diensten stand, zu Frankreich gewährleisten sollte. Nachdem Johann am 24. April 1406 König Karl VI. gehuldigt hatte, nahm er im Rahmen des Hundertjährigen Krieges unter der Führung des Connétable Louis de Sancerre an mehreren Feldzügen gegen England teil. So bei den Belagerungen von Bordeaux 1404 und 1405, sowie bei Blaye und Bourg von 1406 bis 1407. Im Jahr 1409 begleitete er König Martin I. von Aragon nach Sardinien, wo sich Johann am 30. Mai 1409 in der Schlacht bei Sanluri auszeichnete.

## Konflikt in Aragon
Nachdem der König von Aragon im Mai 1410 ohne Erben verstorben war, unterstützte Johann den Herzog Ludwig II. von Anjou, der mit der Prinzessin Jolanthe von Aragón verheiratet war, dessen Ansprüche auf die Krone von Aragon. Johann unterstützte diesen Prätendenten auch deshalb, weil dessen Schwiegermutter, die Königinwitwe Violante von Bar ihm versprach, im Falle einer erfolgreichen Thronübernahme ihres Schwiegersohnes dem Hause Foix noch vorenthaltene Besitztümer in Aragon zu übergeben. Doch dazu kam es nicht, denn der Konkurrent des Anjou Prinz Ferdinand von Kastilien setzte sich im Kompromiss von Caspe auf dem aragonesischen Königsthron durch.

## Im Hundertjährigen Krieg

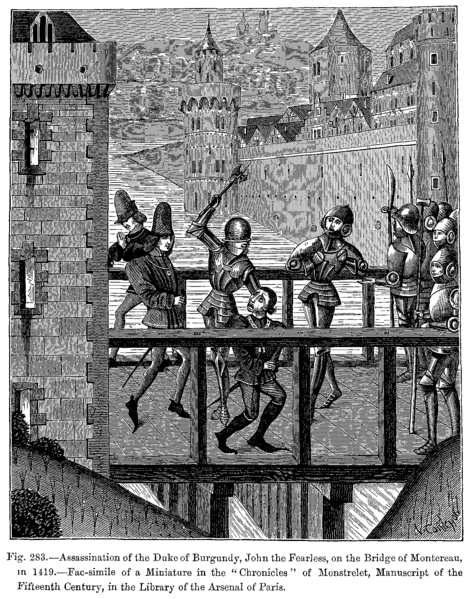
Die Ermordung des Herzogs von Burgund, 1419

Nachdem am 12. Februar 1412 Johanns Vater gestorben war, übernahm Johann dessen Mitregentschaft über Foix-Béarn gemeinsam mit seiner Mutter, im gleichen Monat erhielt er vom König die Statthalterschaft im Languedoc und der Guyenne. In den folgenden Jahren wurde auch Johann in den Bürgerkrieg der Armagnacs gegen die Bourguignons hineingezogen, der zwischen diesen Parteien um die Regentschaft für den unmündigen König Karl VI. entbrannte. Zunächst kämpfte er dabei gegen die Armagnacs und den Dauphin Karl VII. Dieser Kampf wurde unterbrochen von der Invasion des englischen Königs Heinrich V. im Sommer 1415, der am 25. Oktober desselben Jahres in der Schlacht bei Azincourt einen vernichtenden Sieg über das französische Heer errang, in dem auch Johann kämpfte. Danach wechselte Johann in die Partei des Dauphin, was ihm die erneute Ernennung zum Statthalter des Languedoc und der Dauphiné einbrachte. Nachdem jedoch am 10. September 1419 Gefolgsmänner des Dauphin in dessen Anwesenheit den Burgunderherzog Jean sans Peur auf der Brücke von Montereau erschlagen hatten, ein Attentat bei dem auch ein Bruder Johanns von Foix getötet wurde, wechselte er wieder in das Lager Burgunds und wurde so auch ein Alliierter Englands. Doch schon nach dem Tod Heinrichs V. und dem Auftreten der Jungfrau von Orléans unterwarf er sich im Mai 1423 erneut und endgültig dem nunmehrigen König Karl VII.
Diese häufigen Parteiwechsel sind vor allem Johanns opportunistischem Verhalten anzurechnen, der den Konflikt zwischen England und Frankreich in erster Linie zu seiner Selbstbereicherung ausnutzte, er wechselte immer zu jener Seite, von der er sich zum betreffenden Zeitpunkt den meisten politischen und wirtschaftlichen Gewinn versprach. Als Souverän seines Pyrenäenfürstentums nahm er im Krieg eine neutrale Haltung ein, was sich in seiner Devise ni anglais, ni français (weder England, noch Frankreich) niederschlug.

## Letzte Jahre
Auch Johanns letzter Seitenwechsel von 1423 sollte sich für ihn bezahlt machen, als ihn König Karl VII. 1425 mit der Grafschaft Bigorre belehnte. Auf diese hatte das Haus Foix schon seit mehreren Generationen einen Anspruch, der jedoch auch von anderen Parteien, wie zum Beispiel den Grafen von Armagnac, erhoben wurde. Das Bigorre war von besonderer strategischer Bedeutung für das Haus Foix, konnte so doch die Lücke zwischen seinen Herrschaftszentren Béarn und Foix erheblich verringert werden.
Auch in Aragon konnte Johann seine noch 1411 gescheiterten Besitzansprüche durchsetzen, als ihm anlässlich seiner Hochzeit mit der Tochter des Grafen von Urgell 1435 die umstrittenen Güter (Castellví de Rosanes und Martorell) übergeben wurden.
Graf Johann I. starb am 4. Mai 1436 in Mazères.

## Ehen und Nachkommen
Johann I. heiratete am 12. Oktober 1402 die Prinzessin Jeanne (* 1382, † 1413), eine Tochter des Königs Karl III. von Navarra. Zum Zeitpunkt der Eheschließung galt Jeanne als Erbin des Königreichs Navarra, doch starb sie noch vor dem Vater. Sie und Johann hatten keine Kinder.
In zweiter Ehe heiratete er im Februar 1422 Jeanne (* 1402, † 1433), eine Tochter des Connétable Charles I. d’Albret, der in der Schlacht von Azincourt fiel. Ihre Kinder waren:
- Gaston IV. (* 1423, † 1472), Nachfolger als Graf von Foix und Bigorre, Vizegraf von Béarn, Marsan und Castelbon und Co-Herr von Andorra
- Peter († 1454), Vizegraf von Lautrec

In dritter und letzter Ehe war er mit Juana (* 1415, † nach 1446), einer Tochter des Grafen Jaume II. von Urgell verheiratet. Das Paar hatte keine Kinder.
Darüber hinaus sind von ihm noch vier uneheliche Kinder bekannt:
- Isabelle († 1486), ⚭ 11. Mai 1443 Baron Bernard de Cauna
- Bernard, Herr von Gerderest, ⚭ Praxede de Caramany
- Jean, Baron de Moissens, Seneschall des Béarn
- Pierre, Abt von Sainte-Croix in Bordeaux